# Eureka Dome
Eureka Dome är ett berg i Kanada.   Det ligger i territoriet Yukon, i den västra delen av landet, 4 300 km väster om huvudstaden Ottawa. Toppen på Eureka Dome är 1 312 meter över havet.
Terrängen runt Eureka Dome är huvudsakligen kuperad. Trakten runt Eureka Dome är nära nog obefolkad, med mindre än två invånare per kvadratkilometer..